# Championnat de France masculin de handball 2011-2012
Navigation
Division 1 2010-2011 Division 1 2012-2013
Le Championnat de France masculin de handball 2011-2012 est la soixantième édition de cette compétition et la vingt-septième édition depuis que la dénomination de Division 1 a été posée. Le championnat de Division 1 de handball est le plus haut niveau du championnat de France de ce sport. 
Quatorze clubs ont participé à cette édition de la compétition. À la fin de la saison, Montpellier AHB est titré Champion de France pour la quatorzième fois de son histoire. Le champion et son dauphin, le Chambéry Savoie Handball, sont qualifiés pour la ligue des champions. Le Montpellier AHB ayant également remporté la Coupe de France et la Coupe de la Ligue, le Saint-Raphaël Var Handball et le HBC Nantes, respectivement classés 3e et 4e, se qualifient pour la Coupe de l'EHF. 
En bas du classement, le Istres OPH et l'USAM Nîmes Gard sont relégués en Division 2 et sont remplacés par deux clubs de cette même division, le Pays d'Aix Université Club handball, Champion de France de D2, et le Billère Handball, vainqueur des playoffs.

## Présentation

### Les quatorze clubs participants
| \| Chambéry Nîmes Sélestat Montpellier Dunkerque Istres Saint-Raphaël Nantes Cesson-Sévigné Tremblay Ivry-sur-Seine Créteil Paris Toulouse \| Localisation des clubs engagés dans le championnat. · En rouge, le champion. |
| Chambéry Nîmes Sélestat Montpellier Dunkerque Istres Saint-Raphaël Nantes Cesson-Sévigné Tremblay Ivry-sur-Seine Créteil Paris Toulouse                                                                                    |

| Club                             | Salle(s)                                         | Capacité    |
| -------------------------------- | ------------------------------------------------ | ----------- |
| Chambéry Savoie Handball         | Le Phare                                         | 4 500       |
| USAM Nîmes Gard                  | Le Parnasse                                      | 3 391       |
| Fenix Toulouse                   | Palais des sports André-Brouat                   | 3 751       |
| Montpellier AHB                  | Palais des sports René-Bougnol Arena Montpellier | 3 000 8 500 |
| Paris Handball                   | Stade Pierre-de-Coubertin                        | 4 016       |
| US Créteil                       | Palais des sports Robert-Oubron                  | 2 398       |
| Dunkerque HBGL                   | Salle Dewerdt                                    | 2 500       |
| Istres OPH                       | Halle polyvalente                                | 2 000       |
| Saint-Raphaël Var HB             | Palais des sports intercommunal                  | 2 000       |
| Cesson Rennes Métropole Handball | Palais des sports de la Valette                  | 1 400       |
| HBC Nantes                       | Palais des sports de Beaulieu                    | 5 500       |
| US Ivry                          | Gymnase Auguste-Delaune                          | 1 500       |
| Tremblay-en-France HB            | Palais des sports de Tremblay-en-France          | 1 200       |
| Sélestat AHB                     | CSI Sélestat                                     | 2 200       |

### Budgets et salaires
Le budget et la masse salariale des clubs est :
| Club                               | Budget  | Masse salariale | Ratio  |
| ---------------------------------- | ------- | --------------- | ------ |
| Montpellier Handball               | 6,67 M€ | 2,07 M€         | 31,0 % |
| Chambéry Savoie Handball           | 4,22 M€ | 1,34 M€         | 31,8 % |
| Dunkerque Handball Grand Littoral  | 3,66 M€ | 1,28 M€         | 35,0 % |
| Handball Club de Nantes            | 2,65 M€ | 0,88 M€         | 33,2 % |
| Union sportive de Créteil handball | 2,51 M€ | 1,00 M€         | 39,8 % |
| Union sportive d'Ivry Handball     | 2,50 M€ | 0,74 M€         | 29,6 % |
| Paris Handball                     | 2,45 M€ | 0,81 M€         | 33,1 % |
| Saint-Raphaël Var Handball         | 2,44 M€ | 1,16 M€         | 47,5 % |
| Tremblay-en-France Handball        | 2,37 M€ | 1,03 M€         | 43,5 % |
| Fenix Toulouse Handball            | 2,18 M€ | 0,96 M€         | 44,0 % |
| Sélestat Alsace Handball           | 1,99 M€ | 0,48 M€         | 24,1 % |
| USAM Nîmes Gard                    | 1,76 M€ | 0,59 M€         | 33,5 % |
| Istres Ouest Provence Handball     | 1,62 M€ | 0,64 M€         | 39,5 % |
| Cesson Rennes Métropole Handball   | 1,50 M€ | 0,50 M€         | 33,3 % |
| Moyenne                            | 2,75 M€ | 0,96 M€         | 35,0 % |

### Qualification européenne
| Qualifications européennes à l'issue de la saison 2010-2011 | Qualifications européennes à l'issue de la saison 2010-2011 |
| Compétition                                                 | Clubs                                                       |
| ----------------------------------------------------------- | ----------------------------------------------------------- |
| Ligue des champions, phase de groupes                       | Montpellier HB et Chambéry Savoie HB                        |
| Ligue des champions, phase de qualifications                | Dunkerque HGL (Wild Card) éliminé                           |
| Coupe de l'EHF, 2e tour                                     | HBC Nantes                                                  |
| Coupe de l'EHF, 3e tour                                     | Saint Raphaël VHB et Dunkerque HGL                          |

Modalités de qualification aux compétitions européennes de la saison 2012/2013
Jusqu'à cette saison 2011/2012, la France disposait de 5 places en Coupe d'Europe : 2 en Ligue des champions (C1), 1 en coupe des vainqueurs de coupe (C2) et 2 en Coupe de l'EHF (C3).
Dans le cadre d'une réforme des compétitions européennes, la Fédération européenne de handball (EHF) a opéré une fusion de la Coupe des Coupes et de la Coupe de l'EHF. Aussi, à compter de la saison 2012/2013, n'existeront plus que deux coupes d'Europe, la Ligue des Champions et la Coupe de l'EHF sous sa nouvelle forme. Conséquence de cette réforme, la France, au même titre que la plupart des autres nations, perd une place dans ces coupes d'Europe et ne dispose donc que de 4 places : 2 en Ligue des champions et 2 en  Coupe de l'EHF (C3). Les modalités de qualification adoptées par le Comité Directeur de la LNH pour la saison 2012/2013 sont les suivantes :
- Le Champion et le vice-champion de France 2011/2012 sont qualifiés en Ligue des champions ;
- Les vainqueurs des éditions 2011/2012 de la Coupe de France et de la Coupe de la Ligue sont qualifiés en Coupe de l'EHF.

Si le vainqueur de la Coupe de France et/ou de la Coupe de la Ligue est qualifié en Ligue des champions, la ou les places en Coupe de l'EHF sont attribuées en fonction du classement du Championnat de France.

## Compétition

### Classement final
|    | Équipe                   | Pts | J  | G  | N | P  | Bp  | Bc  | Diff |
| -- | ------------------------ | --- | -- | -- | - | -- | --- | --- | ---- |
| 1  | Montpellier HB (T, C, L) | 47  | 26 | 23 | 1 | 2  | 887 | 712 | 175  |
| 2  | Chambéry Savoie HB       | 39  | 26 | 19 | 1 | 6  | 728 | 656 | 72   |
| 3  | Saint-Raphaël Var HB     | 36  | 26 | 18 | 0 | 8  | 742 | 718 | 24   |
| 4  | HBC Nantes               | 31  | 26 | 12 | 7 | 7  | 729 | 717 | 12   |
| 5  | Dunkerque HGL            | 31  | 26 | 15 | 1 | 10 | 713 | 665 | 48   |
| 6  | Fenix Toulouse           | 24  | 26 | 11 | 2 | 13 | 718 | 730 | -12  |
| 7  | Sélestat Alsace HB (P)   | 22  | 26 | 10 | 2 | 14 | 732 | 761 | -29  |
| 8  | US Créteil (P)           | 21  | 26 | 10 | 1 | 15 | 688 | 748 | -60  |
| 9  | US Ivry                  | 20  | 26 | 8  | 4 | 14 | 649 | 682 | -33  |
| 10 | Cesson Rennes MHB        | 20  | 26 | 9  | 2 | 15 | 691 | 707 | -16  |
| 11 | Tremblay-en-France       | 20  | 26 | 10 | 0 | 16 | 673 | 724 | -51  |
| 12 | Paris Handball           | 18  | 26 | 9  | 0 | 17 | 704 | 757 | -53  |
| 13 | Istres OPH               | 18  | 26 | 8  | 2 | 16 | 720 | 760 | -40  |
| 14 | USAM Nîmes Gard          | 17  | 26 | 8  | 1 | 17 | 685 | 722 | -37  |

|     | Qualification pour la Ligue des champions   |
|     | Qualification pour la Coupe de l'EHF        |
|     | Relégation en Division 2                    |
| (T) | Tenant du titre 2011                        |
| (P) | Promu de Division 2 (2011)                  |
| (C) | Vainqueur Coupe de France 2011-2012         |
| (L) | Vainqueur de la Coupe de la Ligue 2011-2012 |

### Résultats
| Résultats (dom.\ext.)                                      | CHA   | CRE   | DUN   | IST   | IVR   | MON   | NAN   | NÎM   | PAR   | SRA   | SEL   | CES   | TOU   | TRE   |
| Chambéry Savoie HB                                         |       | 29-21 | 31-28 | 27-23 | 25-20 | 31-34 | 27-26 | 35-18 | 38-25 | 25-23 | 31-29 | 27-24 | 27-17 | 32-15 |
| US Créteil                                                 | 29-28 |       | 30-29 | 22-21 | 21-28 | 29-36 | 33-33 | 27-26 | 31-28 | 26-28 | 28-26 | 25-26 | 31-34 | 28-22 |
| Dunkerque HB                                               | 30-18 | 33-23 |       | 26-27 | 27-22 | 23-33 | 25-28 | 26-23 | 38-26 | 26-29 | 31-27 | 20-21 | 25-27 | 35-24 |
| Istres OPH                                                 | 30-31 | 27-31 | 18-29 |       | 35-27 | 31-40 | 26-32 | 32-22 | 30-37 | 26-24 | 34-23 | 27-25 | 24-28 | 32-29 |
| US Ivry                                                    | 27-28 | 27-21 | 27-28 | 26-26 |       | 21-34 | 22-22 | 25-27 | 32-26 | 28-29 | 29-29 | 27-26 | 32-26 | 23-20 |
| Montpellier AHB                                            | 28-27 | 36-26 | 36-28 | 38-27 | 32-18 |       | 32-25 | 34-33 | 31-24 | 35-23 | 36-30 | 42-31 | 34-32 | 38-20 |
| HBC Nantes                                                 | 27-22 | 29-27 | 19-19 | 27-26 | 26-26 | 29-29 |       | 27-26 | 26-24 | 33-26 | 30-28 | 35-33 | 28-29 | 31-27 |
| USAM Nîmes Gard                                            | 22-24 | 30-36 | 26-28 | 29-29 | 23-20 | 25-21 | 28-31 |       | 26-27 | 23-25 | 35-31 | 23-22 | 25-23 | 28-22 |
| Paris Handball                                             | 22-24 | 25-26 | 26-25 | 37-28 | 27-26 | 29-31 | 33-31 | 28-25 |       | 24-32 | 24-31 | 26-28 | 27-26 | 31-23 |
| Saint-Raphaël Var HB                                       | 20-23 | 36-26 | 27-28 | 31-30 | 27-26 | 32-44 | 39-30 | 32-29 | 31-23 |       | 35-29 | 29-26 | 31-30 | 25-29 |
| Sélestat AHB                                               | 27-32 | 26-24 | 22-27 | 33-28 | 22-21 | 27-33 | 30-29 | 35-26 | 36-29 | 22-24 |       | 28-28 | 31-28 | 35-31 |
| Cesson Rennes MHB                                          | 29-30 | 26-18 | 27-29 | 30-31 | 30-19 | 31-28 | 27-27 | 24-33 | 24-23 | 24-25 | 30-23 |       | 26-29 | 25-22 |
| Fenix Toulouse                                             | 30-30 | 31-26 | 23-24 | 25-24 | 23-26 | 28-37 | 25-25 | 32-29 | 31-27 | 29-30 | 27-28 | 34-27 |       | 24-31 |
| Tremblay-en-France                                         | 32-26 | 28-23 | 24-26 | 31-28 | 22-24 | 32-35 | 28-23 | 26-25 | 27-26 | 24-29 | 31-24 | 27-21 | 25-27 |       |
| - Victoire à domicile - Match nul - Victoire à l'extérieur |       |       |       |       |       |       |       |       |       |       |       |       |       |       |

### Champion de France 2011-2012
| Champion de France de handball 2011-2012 Montpellier Handball 14e victoire |

L'effectif du Montpellier Agglomération Handball est :
- William Accambray (ARG)
- Maxime Arvin-Berod (ALG)
- Mladen Bojinović (DC)
- Dragan Gajić (ALD)
- Mathieu Grébille (ARG)
- Michaël Guigou (ALG/DC)
- Aymen Hammed (ARD)
- Wissem Hmam (ARG/DEF)
- Samuel Honrubia (ALG)
- Nikola Karabatic (ARG)
- Luka Karabatic (PVT)
- Vid Kavtičnik (ALD)
- Primož Prošt (GDB)
- Mickael Robin (GDB)
- Rémi Salou (PVT)
- Richard Štochl (GDB)
- Issam Tej (PVT)

- Entraîneur :  Patrice Canayer

## Statistiques et récompenses

### Meilleurs joueurs
Les acteurs majeurs de la saison 2011-2012 ont été récompensés lors de la Nuit du Handball le vendredi 1er juin 2012 :
- Meilleur joueur : Valero Rivera (HBC Nantes)
- Meilleur entraîneur : Patrice Canayer (Montpellier Agglomération Handball)
- Meilleur espoir : Hugo Descat (US Créteil Handball)
- Meilleur défenseur : Rock Feliho (HBC Nantes)

- Meilleur gardien : Cyril Dumoulin (Chambéry Savoie Handball)
- Meilleur ailier gauche : Valero Rivera (HBC Nantes)
- Meilleur arrière gauche : Jérôme Fernandez (Fenix Toulouse Handball)
- Meilleur demi-centre : Edin Bašić (Chambéry Savoie Handball)
- Meilleur pivot : Issam Tej (Montpellier Agglomération Handball)
- Meilleur arrière droit : Xavier Barachet (Chambéry Savoie Handball)
- Meilleur ailier droit : Dragan Gajić (Montpellier Agglomération Handball)

### Élection du joueur du mois
Chaque mois, l'Association des joueurs professionnels de handball (AJPH) désigne trois joueurs parmi lesquels est élu le meilleur du mois en championnat :
| Mois      | Joueur               | Club                        | %                    | Autres nommés                                   | Autres nommés                                   |                      |
| --------- | -------------------- | --------------------------- | -------------------- | ----------------------------------------------- | ----------------------------------------------- | -------------------- |
| Septembre | Romain Guillard      | Tremblay-en-France Handball | 45 %                 | David Juříček ( ? %, Montpellier AHB)           | László Fülöp ( ? %, Sélestat Alsace Handball)   |                      |
| Octobre   | Daouda Karaboué      | Fenix Toulouse Handball     | 36 %                 | Guillaume Saurina ( ? %, USAM Nîmes Gard)       | Fabrice Guilbert ( ? %, US Créteil)             |                      |
| Novembre  | Hugo Descat          | US Créteil                  | 36 %                 | Jérôme Fernandez (? %, Fenix Toulouse Handball) | Romain Ternel ( ? %, OC Cesson Handball)        |                      |
| Décembre  | Kornél Nagy          | US Dunkerque                | 37,32 %              | Mladen Bojinović ( ? %, Montpellier AHB)        | Damien Scaccianoce ( ? %, USAM Nîmes Gard)      |                      |
| Janvier   | Championnat d'Europe | Championnat d'Europe        | Championnat d'Europe | Championnat d'Europe                            | Championnat d'Europe                            | Championnat d'Europe |
| Février   | Dragan Počuča        | Tremblay-en-France Handball | 49 %                 | Dragan Gajić ( ? %, Montpellier AHB)            | Jérôme Fernandez (? %, Fenix Toulouse Handball) |                      |
| Mars      | Diego Simonet        | US Ivry                     | 42,96 %              | Vincent Gérard (31,44 %, US Dunkerque HGL)      | Edin Bašić (25,60 %, Chambéry Savoie HB)        |                      |
| Avril     | Primož Prošt         | Montpellier AHB             | 40 %                 | Yann Genty (36 %, Istres OPH)                   | Veljko Inđić (24 %, US Ivry)                    |                      |

### Meilleurs buteurs
À l'issue de la saison, les meilleurs buteurs de la saison sont :
| #  | Joueur             | Club                               | Buts / Tirs | % Tir  | MJ | BPM  | 7m      |
| -- | ------------------ | ---------------------------------- | ----------- | ------ | -- | ---- | ------- |
| 1  | Guillaume Saurina  | USAM Nîmes Gard                    | 162 / 287   | 56,4 % | 26 | 6,23 | 33 / 43 |
| 2  | Valero Rivera      | HBC Nantes                         | 158 / 222   | 71,2 % | 26 | 6,08 | 61 / 79 |
| 3  | Jérôme Fernandez   | Fenix Toulouse Handball            | 157 / 270   | 58,1 % | 26 | 6,04 | 29 / 38 |
| 4  | Hugo Descat        | US Créteil                         | 148 / 218   | 67,9 % | 26 | 5,69 | 54 / 79 |
| 5  | Damien Scaccianoce | USAM Nîmes Gard                    | 146 / 221   | 66,1 % | 26 | 5,62 | 39 / 48 |
| 6  | Dragan Gajić       | Montpellier Agglomération Handball | 143 / 199   | 71,9 % | 26 | 5,50 | 18 / 25 |
| 7  | Paweł Podsiadło    | Sélestat Alsace Handball           | 139 / 267   | 52,1 % | 26 | 5,35 | 24 / 35 |
| 8  | Baptiste Butto     | Dunkerque Handball Grand Littoral  | 136 / 212   | 64,2 % | 26 | 5,23 | 56 / 80 |
| 9  | Anouar Ayed        | Fenix Toulouse Handball            | 129 / 194   | 66,5 % | 26 | 4,96 | 39 / 52 |
| 10 | Mathieu Lanfranchi | Cesson Rennes Métropole Handball   | 128 / 178   | 71,9 % | 26 | 4,92 | 27 / 35 |

### Meilleurs gardiens
À l'issue de la saison, les meilleurs gardiens de buts de la saison sont :
| #  | Joueur                 | Club                     | Arrêts / Tirs | %      | MJ | APM  | 7 m     |
| -- | ---------------------- | ------------------------ | ------------- | ------ | -- | ---- | ------- |
| 1  | Cyril Dumoulin         | Chambéry Savoie HB       | 302 / 782     | 38,6 % | 26 | 11,6 | 14 / 61 |
| 2  | Slaviša Đukanović      | Saint-Raphaël Var HB     | 292 / 749     | 39,0 % | 26 | 11,2 | 12 / 64 |
| 3  | Yann Genty             | Istres Ouest Provence HB | 287 / 827     | 34,7 % | 25 | 11,5 | 7 / 47  |
| 4  | Patrice Annonay        | Paris Handball           | 279 / 867     | 32,2 % | 26 | 10,7 | 12 / 72 |
| 5  | François-Xavier Chapon | US Ivry                  | 277 / 777     | 35,6 % | 26 | 10,7 | 19 / 73 |
| 6  | Vincent Gérard         | Dunkerque HGL            | 267 / 673     | 39,7 % | 23 | 11,6 | 15 / 68 |
| 7  | Dragan Počuča          | Tremblay-en-France HB    | 254 / 769     | 33,0 % | 26 | 9,8  | 20 / 73 |
| 8  | Daouda Karaboué        | Fenix Toulouse Handball  | 224 / 664     | 33,7 % | 22 | 10,2 | 7 / 36  |
| 9  | Marouène Maggaiez      | HBC Nantes               | 215 / 606     | 35,5 % | 26 | 8,3  | 17 / 70 |
| 10 | Obrad Ivezic           | Sélestat Alsace Handball | 210 / 581     | 36,1 % | 25 | 8,4  | 9 / 39  |

### Affluences
Moyenne 2011/2012
+ 15 % d'augmentation par rapport à la saison 2010/2011
- en 2010/2011: 167 746 spectateurs
- en 2011/2012 : 192 967 spectateurs

Meilleures moyennes de spectateurs par match à domicile à mi-saison
1. Nantes avec 4 058 spectateurs
2. Montpellier avec 3 642 spectateurs
3. Chambéry avec 3 319 spectateurs

Cette hausse est favorisée par l’émergence de nouvelles salles. Le développement du handball professionnel passe avant toute chose par le développement du principal outil des clubs : les salles. Les enceintes récemment sorties de terre (Montpellier, Chambéry, Toulouse) préfigurent celles à venir (Nantes et Dunkerque), l’objectif étant d’augmenter significativement la qualité de l’accueil des spectateurs, des partenaires et des médias. L’effet est déjà notable avec une hausse des affluences dans les salles ces dernières saisons, le nombre moyen de spectateurs pour un match de D1 étant passé de 1 270 en 2007- 2008 à plus de 2 000 aujourd’hui, soit une augmentation de plus de 40 % en quatre ans.